# Abraham Laryea Odai
 (mai 2024).
Abraham Laryea Odai est un homme politique ghanéen.

## Biographie

### Carrière politique
Odai est membre du 4ème parlement de la 4ème république. Il a été député de la circonscription de Krowor,.
Il est devenu député après avoir remporté les élections générales ghanéennes de 2004 pour le Nouveau Parti Patriotique. Il a échappé à une tentative d'assassinat en 2007.